# Lijst van burgemeesters van Warmenhuizen
Dit is een lijst van burgemeesters van de voormalige Nederlandse gemeente Warmenhuizen (provincie Noord-Holland) tot die gemeente op 1 januari 1990 opging in de gemeente Harenkarspel.
| Ambtsperiode | Naam burgemeester              | Partij of stroming | Bijzonderheden                                                                        |
| ------------ | ------------------------------ | ------------------ | ------------------------------------------------------------------------------------- |
| 1825 - 1831  | Teunis Waagmeester             |                    |                                                                                       |
| 1831 - 1852  | Klaas (K.) Blom (ca.1800-1861) |                    |                                                                                       |
| 1852 - 1861  | Dirk (D.) Schermerhorn         |                    | tevens burgemeester van Sint Maarten (1846-1873)                                      |
| 1861 - 1883  | R. Slot                        |                    |                                                                                       |
| 1883 - 1885  | Cornelis de Moor (1832-1885)   |                    |                                                                                       |
| 1885 - 1918  | K. Blom                        |                    |                                                                                       |
| 1918 - 1921  | J.Th.M. van der Eyden          |                    |                                                                                       |
| 1921 - 1928  | Jan (J.) Burger                |                    | Vanaf 1909 tot 1928 ook burgemeester van Harenkarspel.                                |
| 1928 - 1944  | Henricus (H.) Nolet            | RKSP               | Ook burgemeester van Harenkarspel                                                     |
| 1944         | P. Hoogland                    |                    | Waarnemend, ook waarnemend burgemeester van Harenkarspel                              |
| 1944 - 1945  | Ch.H. Roos                     | NSB                | Waarnemend, ook waarnemend burgemeester van Harenkarspel                              |
| 1945 - 1958  | Henricus (H.) Nolet            | KVP                | Ook burgemeester van Harenkarspel.                                                    |
| 1958 - 1971  | Vincent (V.M.) Nolet           | KVP                | Ook burgemeester van Harenkarspel, eerder burgemeester van Ursem; neef van voorganger |
| 1972 - 1989  | Wim (W.M.P.) Wesselink         | KVP / CDA          | Ook burgemeester van Harenkarspel.                                                    |
| 1989 - 1990  | Jaap (J.) Gutker               | PvdA               | waarnemend, tevens burgemeester van Zijpe                                             |